# Sparkasse Neumarkt i.d.OPf.-Parsberg

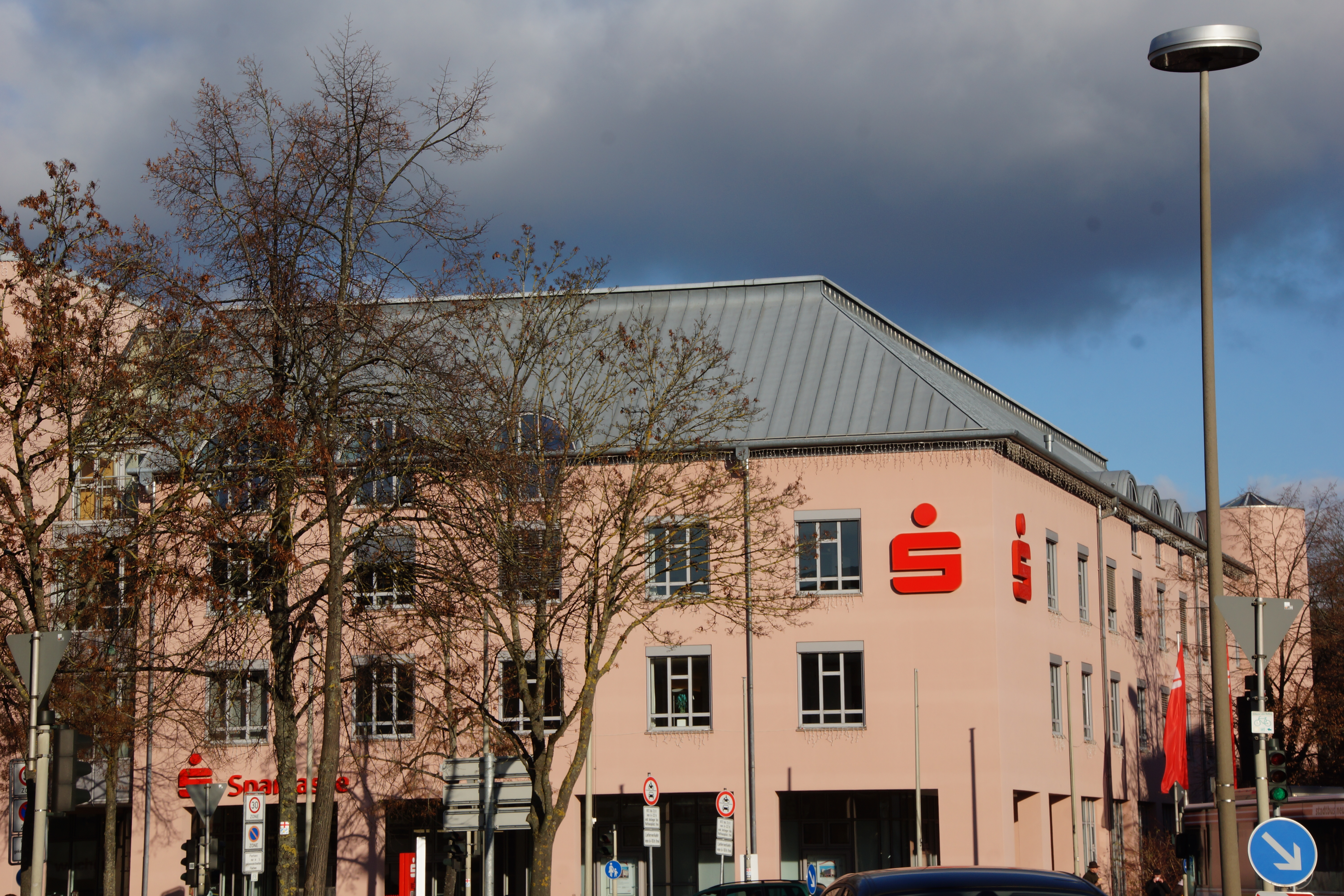
Die Zentrale in Neumarkt

Die Sparkasse Neumarkt i.d.OPf.-Parsberg Anstalt des öffentlichen Rechts ist ein öffentlich-rechtliches Kreditinstitut mit Sitz in Neumarkt in der Oberpfalz in Bayern. Ihr Geschäftsgebiet ist der Landkreis Neumarkt in der Oberpfalz.

## Organisationsstruktur
Rechtsgrundlagen sind das Sparkassengesetz, die bayerische Sparkassenordnung und die durch den Träger der Sparkasse erlassene Satzung. Organe der Sparkasse sind der Vorstand und der Verwaltungsrat.

## Geschäftszahlen
Die Bank betreibt als Sparkasse das Universalbankgeschäft. Die Sparkasse Neumarkt i.d.OPf.-Parsberg wies im Geschäftsjahr 2023 eine Bilanzsumme von 2,923 Mrd. Euro aus und verfügte über Kundeneinlagen von 2,174 Mrd. Euro. Gemäß der Sparkassenrangliste 2023 liegt sie nach Bilanzsumme auf Rang 165. Sie unterhält 25 Filialen/Selbstbedienungsstandorte und beschäftigt 389 Mitarbeiter.

## Sparkassen-Finanzgruppe
Sie ist Teil der Sparkassen-Finanzgruppe und vertreibt daher z. B. Bausparverträge der LBS, offene Investmentfonds der Deka und vermittelt Versicherungen der Versicherungskammer Bayern. Die Funktion der Sparkassenzentralbank nimmt die Bayerische Landesbank wahr.